# Siarhiej Wahanau
Siarhiej Dawydawicz Wahanau (biał. Сяргей Давыдавіч Ваганаў, ros. Сергей Давыдович Ваганов, Siergiej Dawydowicz Waganow; ur. 6 października 1941 w Kazaniu) – białoruski dziennikarz, przewodniczący Komisji Etyki Białoruskiego Stowarzyszenia Dziennikarzy.

## Życiorys
Urodził się 6 października 1941 roku w Kazaniu w Tatarskiej ASRR, w Rosyjskiej FSRR, ZSRR, dokąd z Mińska w końcu czerwca 1941 roku uciekła przed wojskami niemieckimi jego matka. Po wyzwoleniu miasta od okupacji niemieckiej przez wojska radzieckie w 1944 roku powrócił z matką do stolicy Białorusi. W 1963 roku ukończył studia na Wydziale Historii Białoruskiego Uniwersytetu Państwowego. Pracował jako nauczyciel w szkole średniej we wsi Dalekie w rejonie brasławskim. W latach 1964–1976 pracował jako pracownik literacki, kierownik działu w białoruskich gazetach „Czyrwonaja Zmiena”, „Sielskaja Gazieta” i „Znamia Junosti”. Od 1976 roku był korespondentem własnym centralnej moskiewskiej gazety „Trud” na Białorusi, później redaktorem naczelnym białoruskiego wydania tej gazety. Pełnił funkcję przewodniczącego Komisji Etyki Białoruskiego Stowarzyszenia Dziennikarzy. Obecnie jest na emeryturze. Współpracuje z czasopismem „Narodnaja Wola”, jest także publicystą portalu naviny.by.

## Życie prywatne
Siarhiej Wahanau jest bezpartyjny. Ma żonę.